# Brisby et le Secret de NIMH
Pour le roman, voir Madame Brisby et le Secret de NIMH.
Série
La Légende de Brisby
(1998)
Pour plus de détails, voir Fiche technique et Distribution.
Brisby et le Secret de NIMH (The Secret of NIMH) est un long métrage d'animation américain réalisé par Don Bluth. Sorti en 1982, il est tiré du roman de Robert C. O'Brien : Madame Brisby et le Secret de NIMH (Mrs. Frisby and the Rats of NIMH), premier tome de la trilogie Rats de NIMH paru en 1971.
Une suite lui a été donnée en 1998 : La Légende de Brisby.

## Synopsis
En préambule, une voix, qui s'avérera plus tard, être la voix du personnage Nicodemus, nous explique qu'un dénommé Jonathan Brisby vient de mourir aujourd'hui et que « cela fait quatre ans que nous sommes partis de NIMH ». Le film se recentre ensuite sur les péripéties de Mme Brisby. 
Madame Brisby est une souris des champs, veuve de Jonathan Brisby, et mère de quatre souriceaux : Teresa, Martin, Cynthia et Timothée. Elle habite dans un parpaing, au bord du champ des fermiers Fitzgibbons. Inquiète pour la santé de son fils Timothée, elle va voir M. Ages, une souris tout comme elle, afin de prendre conseil. Monsieur Ages présente ses condoléance à Mme Brisby et étant assez savant diagnostique une pneumonie interdisant de faire sortir Timothée par le froid actuel. Celle-ci acquiesce et part en emportant le médicament. En chemin, elle rencontre Jeremy, un corbeau. Ils sympathisent, mais sont interrompus par Dragon, le chat de la ferme, qui cherche à tuer tout ce qui se trouve sur son passage. Ils échappent à son attaque et rentrent se mettre à l'abri dans leurs habitations respectives.
De retour chez elle, Mme Brisby y retrouve Tatie Musaraigne, une amie de la famille. Celle-ci est venue prévenir les Brisby que le grand déménagement est proche. En effet, à chaque moisson, tous les animaux vivant dans le champ doivent fuir la charrue du tracteur, qui retourne la terre, ainsi que les maisons et terriers des animaux. Persuadée que le froid tuera son fils, Mme Brisby, aidée par Tatie Musaraigne, parvient à arrêter le tracteur en coupant un tuyau d'alimentation, juste avant que le tracteur ne rase la maison familiale.
Ne sachant pas à qui se confier, Mme Brisby se résout à demander l'aide du grand hibou, un oiseau gigantesque vivant dans une lointaine forêt. Jeremy l'y amène la nuit même, mais la laisse seule entrer dans l'antre du hibou. Celui-ci, effrayant, écoute néanmoins la requête de la malheureuse souris. Son seul conseil, pourtant, est le même que celui de Tatie Musaraigne : il lui faut déménager, au risque de voir son fils mourir. Mais au moment où il s'apprête à prendre congé, il apprend le nom de Mme Brisby. À la grande surprise de cette dernière, il connaît feu son mari, et lui dit alors qu'il y a peut-être une autre solution : il faut qu'elle aille voir les rats vivant dans le rosier sauvage situé dans le jardin des Fitzgibbons et qu'elle parle à leur chef Nicodemus. Celui-ci doit faire transporter leur maison « dans l'angle mort de la pierre ».
Tôt le lendemain, en espérant arriver à ses fins avant que le tracteur ne soit réparé, Mme Brisby se rend donc au rosier sauvage. En chemin, elle croise Jeremy, qui est camouflé dans un linge des Fitzgibbons, afin d'échapper à Dragon. Elle lui demande alors de veiller sur sa famille pendant son absence. Arrivée au rosier sauvage, elle est agressée par le gardien de l'entrée, un rat féroce armé d'une lance électrifiée. Elle se dissimule pour échapper au gardien, et rencontre M. Ages, qui connaît le garde, Brutus, chargé de chasser les intrus. Elle informe M. Ages de la raison de sa visite : celui-ci connaît bien Nicodemus, mais a des doutes sur la possibilité pour les rats d'aider les Brisby. En chemin, ils font connaissance avec Justin, le chef de la garde des rats. Celui-ci est un grand ami de M. Ages, et est fier de présenter la cité des rats, éclairée par l'électricité prise aux fermiers. Monsieur Ages lui parle d'un plan qui leur permettrait d'arrêter les vols de ce genre, indignes d'eux.
Entrés dans la cité des rats, ils interrompent un conseil, où Jenner, un grand rat noir, discourt avec virulence contre le fameux plan. Il est prévu pour les rats de quitter la ferme pour se rendre à la vallée de Thorn, où ils vivront des ressources qu'ils pourront récolter, et non de celles qu'ils volent aux fermiers. Madame Brisby est alors présentée à l'assemblée, faisant forte impression. Elle rencontre ensuite Nicodemus, un très vieux rat, qui lui apprend pourquoi son mari est aussi connu dans leur communauté.
Il y a de nombreuses années, des animaux de laboratoire furent soumis à des tests pharmaceutiques par le National Institute of Mental Health (NIMH). Ils injectèrent un produit aux animaux, ce qui permit aux rats et aux souris d'être dotés d'une intelligence assez poussée, proche de celle des humains. Ils ont ainsi acquis la capacité de lecture. Les rats et les souris ont également vu leur vieillissement ralenti par les injections. Mais enfermés et torturés, ils décidèrent de s'évader par le système d'aération. Les souris, trop légères, périrent dans les conduits, excepté Jonathan Brisby et M. Ages. Celui-ci permit d'ailleurs à tous les évadés survivants de s'échapper, et est considéré comme un grand sauveur parmi les rats. Madame Brisby apprend, en lisant l'histoire des rats de NIMH, que son mari est en fait mort en tentant d'endormir Dragon ; cette mission lui avait été confiée par Nicodemus. Ce dernier donne à Mme Brisby un médaillon, orné d'une pierre précieuse qu'il estime dotée d'un immense pouvoir.
Pendant ce temps, chez les Brisby, Jeremy le corbeau a été fait prisonnier par Tatie Musaraigne, qui veillait déjà sur les enfants, cette dernière doute que celui-ci soit envoyé par leur mère, elle confie la garde de Jeremy aux enfants, le temps pour elle d'aller chercher de l'aide. Les enfants décident de détacher Jeremy, ayant connaissance de la rencontre de leur mère avec un corbeau les jours derniers. Cependant, ils jugent Jeremy un peu fou et décident donc de le rattacher.
Nicodemus ordonne les préparatifs nécessaires au déplacement de la maison des Brisby, ainsi que le départ des rats du rosier ; mais Dragon doit être endormi auparavant, pour la sécurité de l'opération. Motivée par les derniers évènements, Mme Brisby se porte volontaire pour effectuer la mission. Aidée par Justin, elle pénètre dans la ferme, et réussit à verser le somnifère dans la gamelle de Dragon. Mais elle est capturée par le fils des fermiers, qui l'enferme dans une vieille cage à oiseaux. De là, elle peut entendre le fermier discuter au téléphone, et ainsi découvrir que les gens du NIMH viendront le lendemain pour dératiser le rosier.
Près du parpaing, les rats, armés de cordages et de poulies, s'activent afin de déplacer la maison. Mais Jenner et son complice Sullivan comptent tuer Nicodemus. Ainsi, ils coupent des cordes alors que le parpaing est juste au-dessus de Nicodemus. Celui-ci meurt écrasé, et Jenner, déterminé à ne pas partir, demande aux rats de retourner au rosier sauvage. Mais Mme Brisby, qui a réussi à s'évader de la ferme, arrive et prévient les rats de l'arrivée prochaine de NIMH. Voyant l'effet que la déclaration de cette souris produit sur les rats, Jenner tente de la faire taire et devient hystérique lorsqu'il voit qu'elle porte la pierre précieuse qu'il convoite. Justin s'interpose et défie Jenner à un duel à l'épée. Sullivan, qui s'est retourné contre Jenner, fournit une épée à Justin, mais est mortellement blessé par Jenner. Justin comprend que Jenner a tué Nicodemus, mais a le dessous dans leur combat ; alors que son adversaire va l'emporter, Sullivan le poignarde, avant de rendre son dernier soupir.
Justin prend la tête des opérations et prépare l'achèvement des déménagements. Mais Mme Brisby entend les cris de ses enfants : le parpaing, tombé dans de la vase, est en train de s'enfoncer. Les efforts des rats sont vains, et le parpaing s'enfonce de plus en plus. Madame Brisby se souvient alors des paroles de Nicodemus sur le pouvoir de la pierre, et touche le médaillon. Dans un déchaînement d'énergie qui laisse les rats pantois, la maison familiale des Brisby se soulève et est déposée à l'abri du tracteur, dans l'angle mort d'une énorme pierre.
Plusieurs semaines après, Timothée va mieux et est bientôt guéri. La moisson est terminée et les rats sont partis vers la vallée de Thorn. Madame Brisby a donné la pierre précieuse à Justin avant qu'il ne parte. Elle reçoit la visite de Jeremy, qui souhaiterait un « bijou » pour impressionner sa future fiancée, les ficelles n'étant plus suffisantes à ses yeux. Mais voilà qu'une belle femelle corbeau arrive, et s'agrippant tous deux aux ficelles multicolores, ils s'envolent au loin.

## Fiche technique
- Titre original : The Secret of NIMH
- Titre français : Brisby et le Secret de NIMH
- Réalisation : Don Bluth
- Scénario : Don Bluth, Gary Goldman, John Pomeroy et Will Finn d'après Robert C. O'Brien
- Animation : Gary Goldman, John Pomeroy (supervision)
- Musique : Jerry Goldsmith
- Production : Don Bluth, Gary Goldman et John Pomeroy (délégués) ; Rich Irvine et James L. Stewart (exécutifs)
- Société de production : Don Bluth Productions, Mrs. Brisby Ltd.
- Société de distribution : United Artists
- Pays d'origine :  États-Unis
- Langue : anglais
- Budget : 7 000 000 $
- Genre : Animation, aventure, drame, fantastique et science-fiction
- Format : couleurs - 35 mm - 1,85:1 - son Dolby SR
- Durée : 82 minutes
- Dates de sortie : 
  - États-Unis : 2 juillet 1982
  - France : 8 décembre 1982

## Distribution

### Voix originales
- Elizabeth Hartman : Mrs Brisby
- Hermione Baddeley : Aunt Shrew (Tatie Musaraigne)
- Dom DeLuise : Jeremy
- Derek Jacobi : Nicodemus
- Arthur Malet : Mr Ages
- Paul Shenar : Jenner
- Peter Strauss : Justin
- Shannen Doherty : Teresa
- Jodi Hicks : Cynthia
- Wil Wheaton : Martin
- Ina Fried : Timothy
- Tom Hatten : Mr Fitzgibbons
- Lucille Bliss : Mrs Fitzgibbons
- Joshua Lawrence : Billy Fitzgibbons
- John Carradine : The Great Owl (Le Grand Hibou)
- Edie McClurg : Miss Right

### Voix françaises
- Jane Val : Mme Brisby
- Micheline Dax : Tatie Musaraigne
- Jean Martinelli : Nicodemus
- Marc François : M. Ages / Sullivan
- Jacques Balutin : Jérémy
- Georges Atlas : le Grand Hibou
- Jean Violette : Jenner
- Guy Chapellier : Justin
- Jackie Berger : Martin / Billy Fitzgibbons
- Catherine Lafond : Teresa / Timothée
- Séverine Morisot : Cynthia
- Joël Martineau : M. Fitzgibbons
- Jacqueline Porel : Mme Fitzgibbons / Miss Right

Version française réalisée par la Société parisienne de sonorisation (SPS) ; adaptation des chansons : Yves Duteil ; direction musicale : Jean Cussac.
Sources : Planète Jeunesse

## Chansons
- Pour l'amour d'un enfant (Flying Dreams Lullaby) chantée par Svetlana
- Pour l'amour d'un enfant (générique de fin) (Flying Dreams - End Credits) chantée par Yves Duteil

## Autour du film
- NIMH est l'acronyme de National Institute of Mental Health, authentique institution gouvernementale américaine pour la santé.
- Ce film constitue la première réalisation de Don Bluth, ancien animateur des studios Disney ayant débuté sur La Belle au bois dormant (1959). Les studios Disney ayant refusé le projet, le jugeant trop sombre, Bluth décida de prendre son indépendance. Il fut suivi par une partie des animateurs, contraignant les studios à retarder d'un an la production de Rox et Rouky (1981).
- Steven Spielberg, impressionné par le résultat, produisit la réalisation suivante de Don Bluth, Fievel et le Nouveau Monde (1986).
- Le nom original Frisby fut modifié en Brisby afin d'éviter des problèmes avec la compagnie Wham-O, propriétaire de la marque de disques volants Frisbee.
- Dans la version originale, Jeremy est défini comme « crow » (terme désignant en anglais les corneilles). Dans la version française, il est prétendument un corbeau, même si son bec jaune ne l'apparenterait qu'à un corbeau freux, espèce qui n'existe pas en Amérique et qui a un bec gris. Mais les corneilles sont souvent représentées avec un bec jaune, comme le merle, en Amérique.
- Ce film marque le dernier doublage du comédien Jean Martinelli qui meurt trois mois plus tard des suites d'un cancer à l'âge de 73 ans.